# Cândido Godói
Cândido Godói este un oraș în Rio Grande do Sul (RS), Brazilia.